# 経験値 (漫画家)
経験値（けいけんち）は日本の漫画家。

## 作品

### 漫画
- コハエース（コンプティーク、2011年6月号 - 2012年3月号）
  - コハエース+（コンプティーク、2012年4月号 - 2013年5月号）
  - コハエースEX（コンプティーク、2013年6月号 - 2014年5月号）
  - コハエースXP（コンプティーク、2014年6月号 - 2015年5月号）
  - コハエースGO（コンプティーク、2015年6月号 - 2016年9月号）
  - コハエースDX（コンプティーク、2016年10月号 - 2017年10月号）
  - ぐだぐだエース（コンプティーク、2017年11月号 - 2021年3月号、全3巻）
  - ぐだぐだエース RE（コンプティーク、2021年4月号 - 2022年4月号）
  - ぐだぐだ太閤伝ZIPANG（コンプティーク、2022年5月号 - ）
- Fate/ぐだぐだオーダー（Fate/Grand Order公式サイト、2015年1月22日 - 7月30日）

### ゲーム
- Fate/hollow ataraxia（壁紙ギャラリー寄稿）
  - カプセルさーばんと（ユニット作画）
- Fate/Grand Order（概念礼装イラスト、イベントシナリオ）
  - ぐだぐだ本能寺
  - ぐだぐだ明治維新
  - ぐだぐだ帝都聖杯奇譚ー極東魔神戦線1945ー
  - オール信長総進撃 ぐだぐだファイナル本能寺2019
  - 超古代新選組列伝 ぐだぐだ邪馬台国2020
  - 昭和キ神計画 ぐだぐだ龍馬危機一髪！ 消えたノッブヘッドの謎
  - ぶっちぎり茶の湯バトル ぐだぐだ新邪馬台国 ～地獄から帰ってきた男～
  - 激走！川中島24時 ぐだぐだ超五稜郭 殺しのサインはM51

### アニメ
- テレビアニメ『Fate/kaleid liner プリズマ☆イリヤ』
  - 第5話エンドカード
  - BD / DVD 特典「コハエース」スピンオフ漫画『プリズマエース』
- テレビアニメ『ぐだぐだオーダー』
  - 原作（TYPE-MOONと共同）・監督・構成・脚本・絵コンテ・キャラクター原案・キャラクターデザイン・総作画監督